# ベトナム赤十字会
ベトナム赤十字会（ベトナム語：Hội Chữ thập đỏ Việt Nam / 會字十𧹼越南）とは、ベトナムの人道支援組織の一つ。国際赤十字赤新月社連盟の一員として事業を行っている。

## 概要
戦前のベトナムは阮朝越南の時代などから自国独自の赤十字が存在せず、フランス領インドシナなど他国の支配下として宗主国の赤十字の範囲であった。
戦後、南北分断以降に初のベトナム独自となる赤十字が設立されたため、南北に2つの赤十字が併存することとなった。北ベトナムでは1946年、南ベトナムでは1951年にそれぞれ赤十字が設立された。南北ベトナムの統一に伴い、南北の赤十字も統一。
南北統一後のベトナム赤十字会の本部はハノイに置かれている。

## 関連事項
- 赤十字社
- 国際赤十字赤新月社連盟
- 赤十字国際委員会
- 国際赤十字赤新月組織一覧